# Il dovere del medico
Il dovere del medico è un dramma in un atto scritto nel 1911 da Luigi Pirandello, tratta dalla novella Il gancio (1902), a cui fu successivamente cambiato il titolo ne Il dovere del medico (1911).
La prima rappresentazione della commedia si ebbe a Roma, nella Sala Umberto, il 20 giugno 1913, ad opera della "Compagnia Teatro per tutti" diretta da Lucio D'Ambra e Achille Vitti.
Tale dramma fu pubblicato nel gennaio del 1912 in "Noi e il Mondo" e successivamente nel 1926 per i tipi dell'editore Bemporad.

## Trama
Tommaso Corsi è stato sorpreso in flagrante adulterio con la moglie di Neri, sostituto procuratore del Regno d'Italia, che non ha esitato a sparare sugli amanti per lavare il suo onore macchiato. Corsi ha però reagito e ha ucciso il marito tradito e quindi, sconvolto da ciò che è stato costretto a fare per difendersi, ha tentato di uccidersi a sua volta.
Per sua fortuna, o piuttosto disgrazia, è sopraggiunto il dottore Tito Lecci che lo ha salvato dalla morte ma nello stesso tempo lo ha condannato a trascorrere la sua vita in carcere.
Questa è l'accusa che Corsi rivolge al medico: egli è responsabile delle sofferenze che ha passato per risanarsi dalla ferita e di quelle che dovrà patire dopo la condanna certa al carcere.
Il medico non aveva nessun diritto di condannarlo a vivere poiché  non aveva la possibilità di restituirgli una vita degna di essere vissuta.
Quante condanne dovrà ancora subire Corsi? Egli ha già abbondantemente pagato quanto commesso col suo atto istintivo con i patimenti che sono seguiti per guarire e il tribunale degli uomini non ha diritto di condannarlo ancora ad altri dolori per colpa di un medico che ha creduto di assolvere al proprio dovere mantenendolo in vita.
In un impeto d'ira il mancato suicida si strappa le bende che coprono la ferita che si riapre. Gli astanti terrorizzati chiedono l'intervento del medico che questa volta non lo soccorrerà:

## Edizioni
- Luigi Pirandello, Maschere nude, a cura di Italo Borzi e Maria Argenziano, Newton Compton Editori, 2007